# Syndikát novinářů České republiky
Syndikát novinářů České republiky, zkráceně též Syndikát novinářů ČR nebo jen SN ČR, je dobrovolným profesním sdružením novinářů. Je členem Mezinárodní federace novinářů a Evropské federace novinářů.  Syndikát je politicky neutrální, nezávislý na ideologických, náboženských, politických a ekonomických státních i soukromých strukturách. Aktivně se angažuje za svobodu shromažďovat, analyzovat a šířit informace prostřednictvím tištěných a elektronických médií, svobodu vyjadřovat názor včetně svobody kritizovat, oponovat vládám a politickým a ekonomickým strukturám, veřejným nebo soukromým.

## Historie
Syndikát novinářů vznikl po listopadu 1989 na popud skupiny novinářů, jež musela opustit redakce v důsledku své angažovanosti během reformního hnutí, především v období Pražského jara 1968. Jeho prvním předsedou se stal Miroslav Jelínek, bývalý šéfredaktor Mladé fronty, který tuto funkci zastával až do své smrti dne 7. října 2009. Jelínek byl jedním z novinářů, kteří byli již v srpnu 1968 odstraněni okupanty v reakci na tzv. moskevské protokoly, kde šéfredaktoři novin, publikující manifest Dva tisíce slov, symbolizovali touhu občanů po svobodě a účasti na veřejných událostech.

## Členství

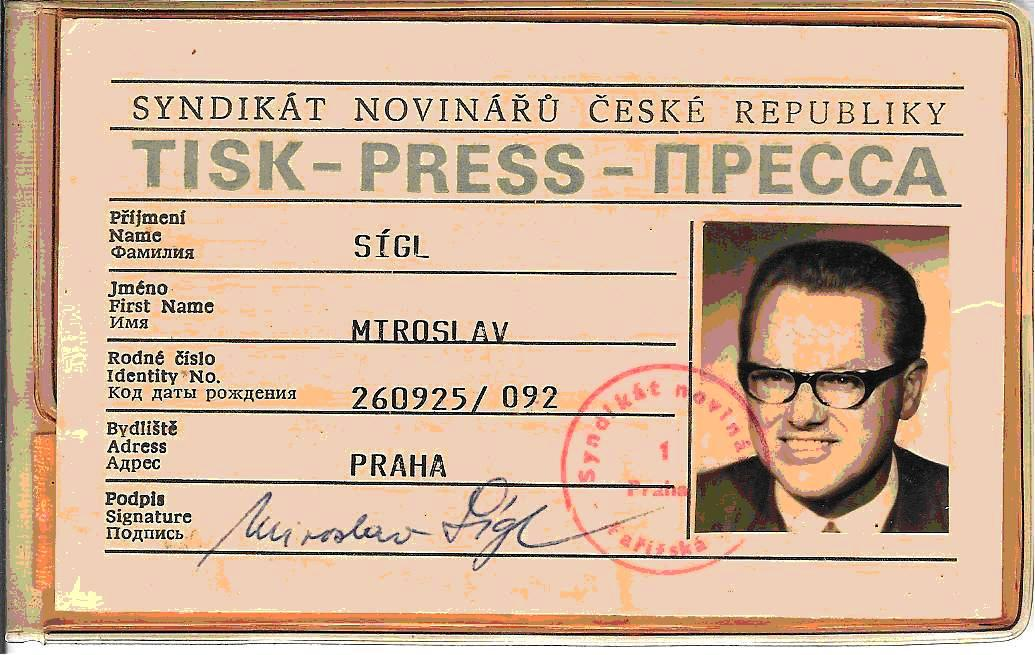
Členský průkaz Miroslava Sígla

Členem syndikátu se může stát člověk, který novinářské práci věnuje většinu svého času, tedy každý aktivní novinář, ať už pracuje ve stálém pracovním poměru, nebo volně spolupracuje s několika redakcemi. Členem se může stát také student žurnalistiky nebo příbuzného oboru a bývalý novinář-senior. Člen je povinen dodržovat Stanovy a především řídit se Etickým kodexem novináře.
Členskou legitimací syndikátu je Novinářský průkaz, jakožto člen Mezinárodní federace novinářů pak vydává i jeho mezinárodní verzi.